# Euchloe tagis
Euchloe tagis es una especie de lepidóptero ropalócero de la familia Pieridae.
Se distribuye por el sur de Europa, desde Portugal al noroeste de Italia y por el norte de África (poblaciones locales en Marruecos y Argelia). 
Esta especie tiene poblaciones muy localizadas y restringidas a pequeñas áreas de hábitat adecuado que invariablemente son afloramientos calcáreos con matorral mediterráneo, donde se encuentran sus plantas huésped, crucíferas del género Iberis.

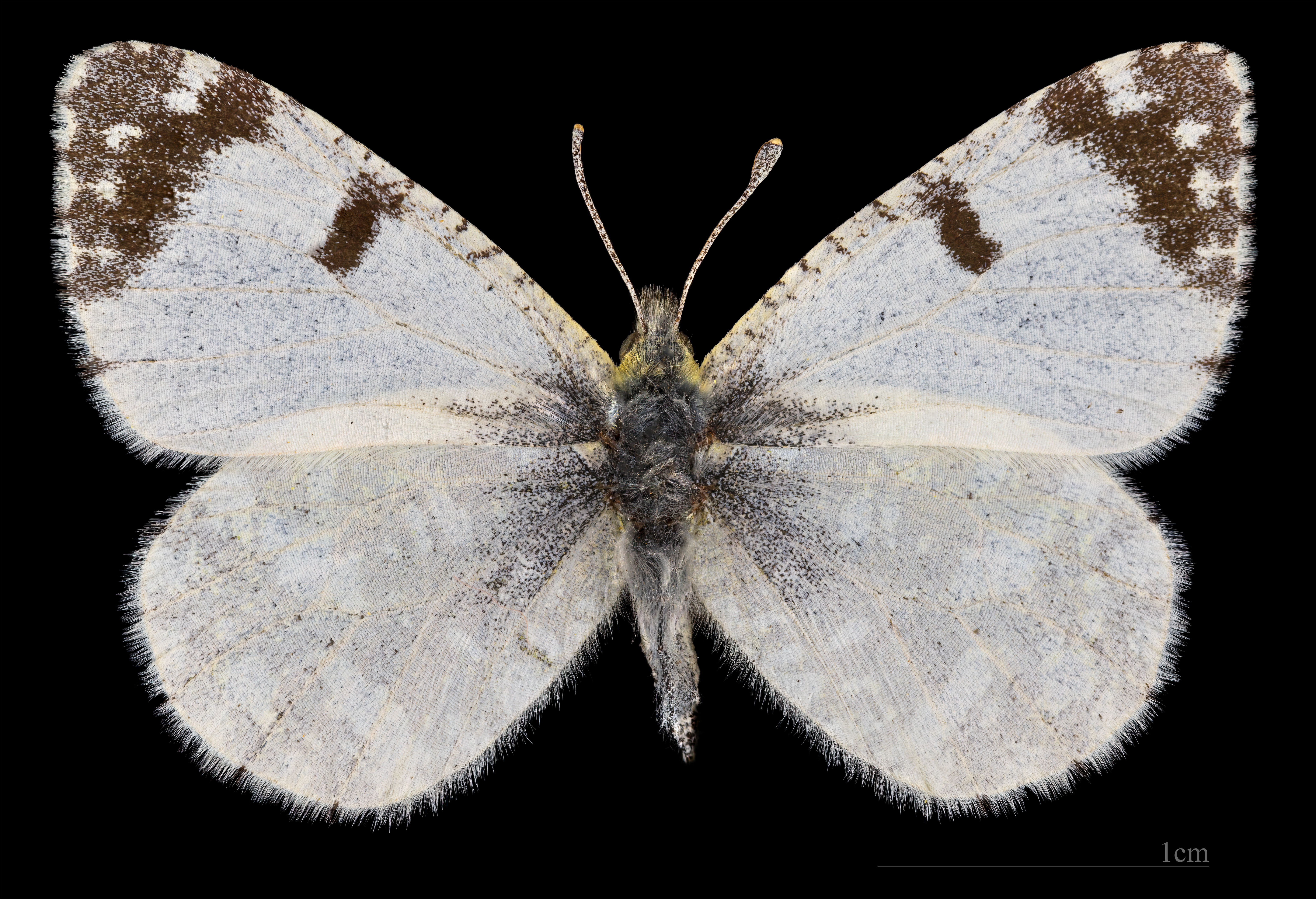
Euchloe tagis bellezina ♂
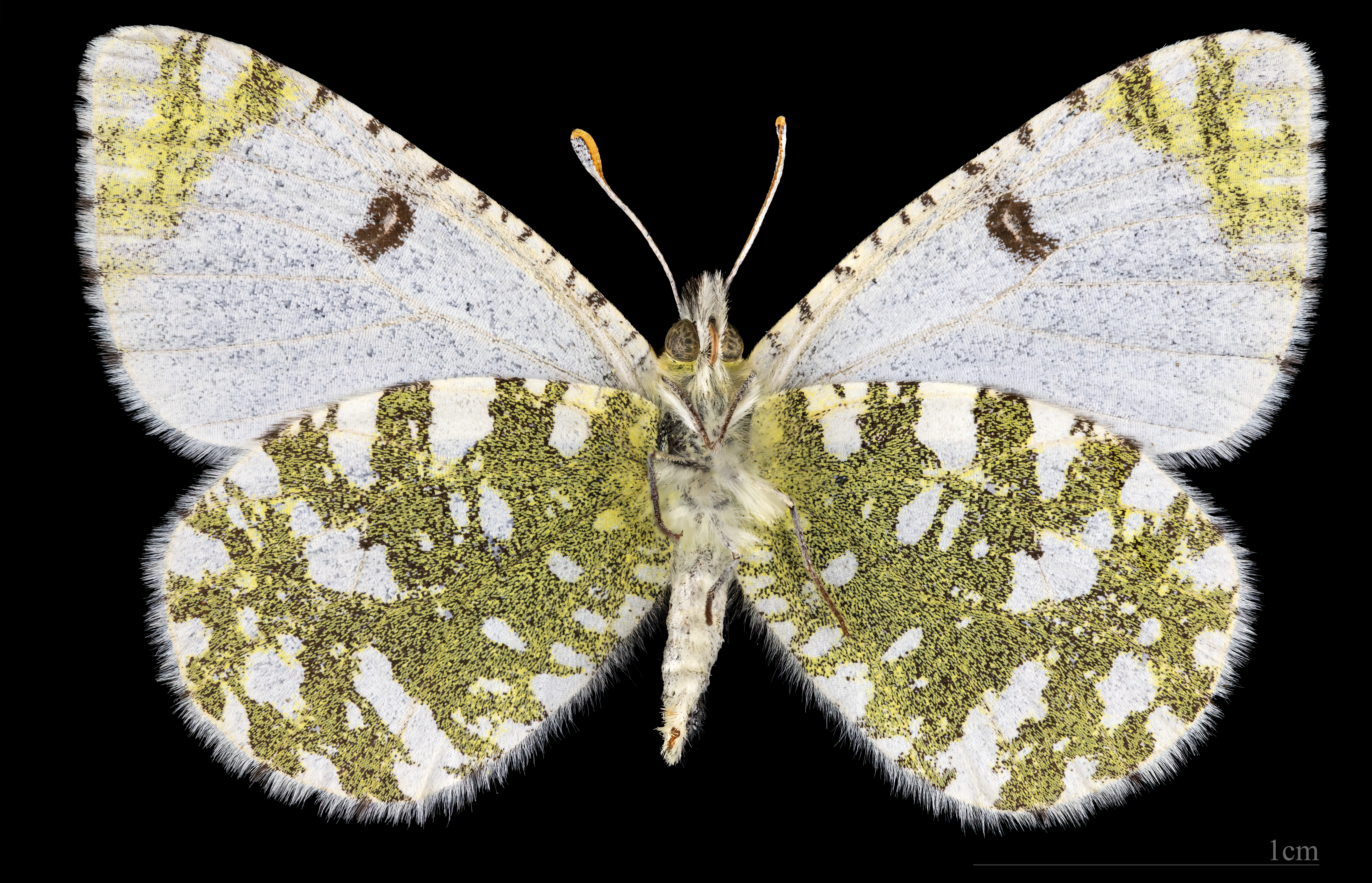
Euchloe tagis bellezina ♂  △
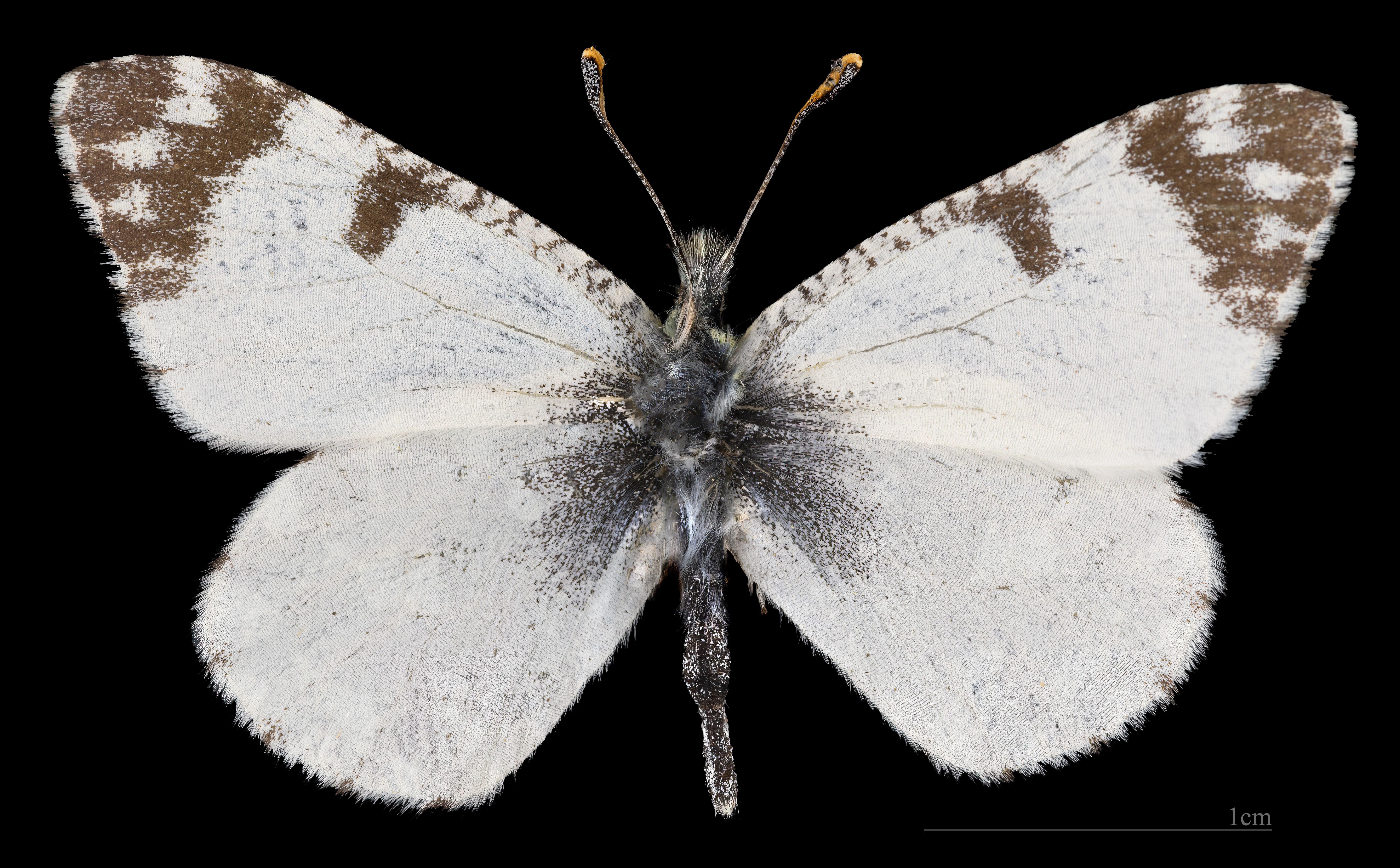
Euchloe tagis castillana ♂
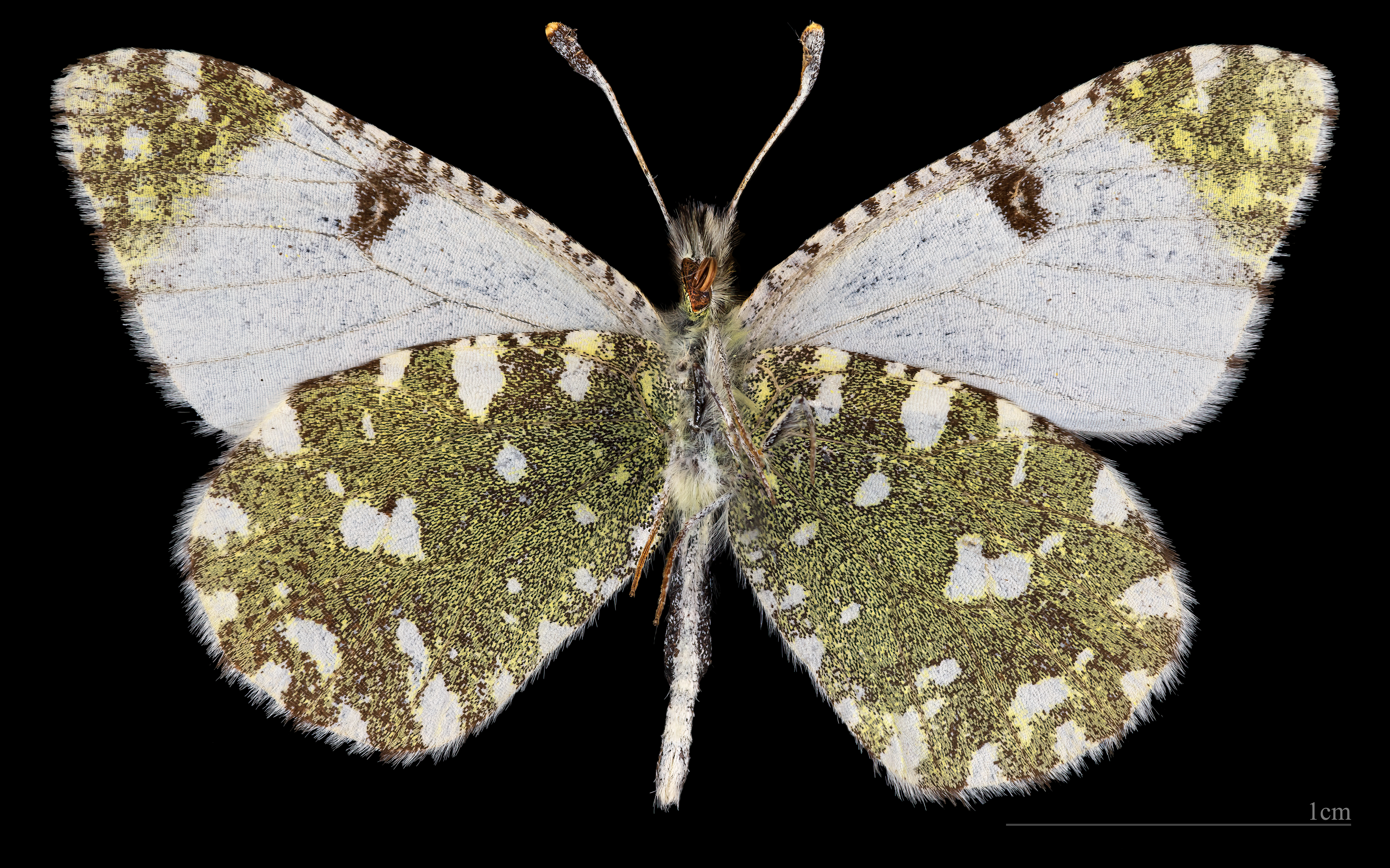
Euchloe tagis castillana ♂  △